# جنت برستون
جنت برستون (انگلیسی: Janet Burston؛ ‏ ۱۱ ژانویهٔ ۱۹۳۵ – ۳ مارس ۱۹۹۸) بازیگر اهل ایالات متحده آمریکا بود.
از فیلم‌هایی که وی در آن‌ها نقش داشته است، می‌توان به رومئوی رقصان اشاره نمود.